# Mida

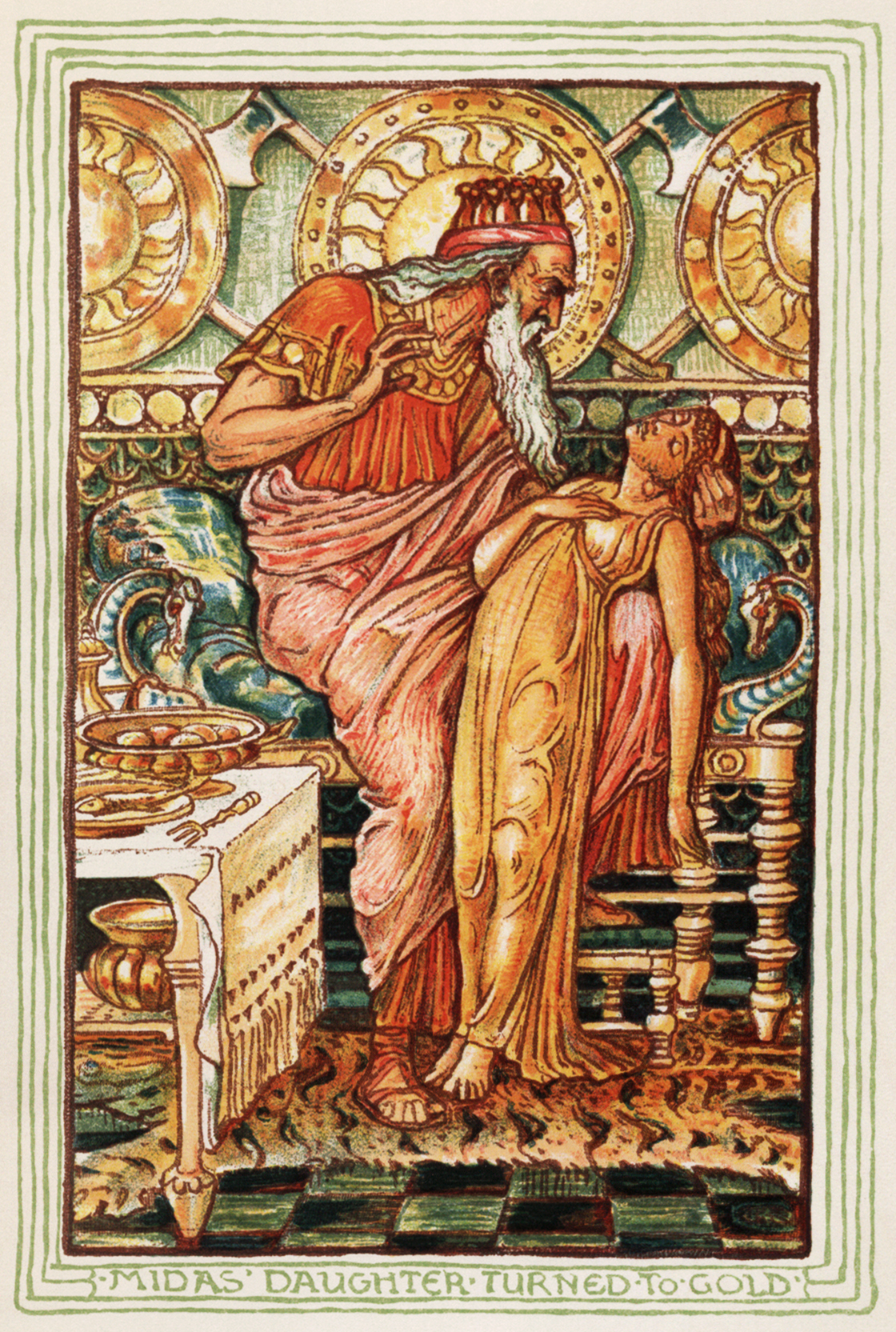
Illustrazione di Walter Crane per una versione alternativa, scritta da Nathaniel Hawthorne, del mito di Mida: Mida trasforma sua figlia in oro. Edizione del 1893.

Mida (in greco antico: Μίδας?, Mídas, mentre il latino Mydas corrisponde ad un'errata trascrizione), figlio di Zeus e di Cibele, (o adottivo secondo alcune fonti) di Gordio e di Cibele, fu un mitico re della Frigia.
È celebre nella cultura occidentale il suo proverbiale tocco d'oro, la capacità di trasformare in metallo prezioso qualsiasi cosa toccasse, donatagli da Dioniso.
Come il padre Gordio è considerato fondatore della capitale frigia Gordio, a lui sono attribuite le fondazioni della città frigia di Midea e (secondo Pausania) di Ancyra (l'attuale capitale turca Ankara).

## Biografia

### Equivocità sul personaggio
Vi sono ancora delle lacune sulla vera identità di Mida: 
- secondo alcuni Mida è un re frigio vissuto nel II millennio a.C. e quindi prima della guerra di Troia;
- secondo altri studiosi Mida potrebbe essere identificato con il personaggio storico di Mita, re di Moschi nell'Anatolia occidentale alla fine dell'VIII secolo a.C..

### Fonti Letterarie

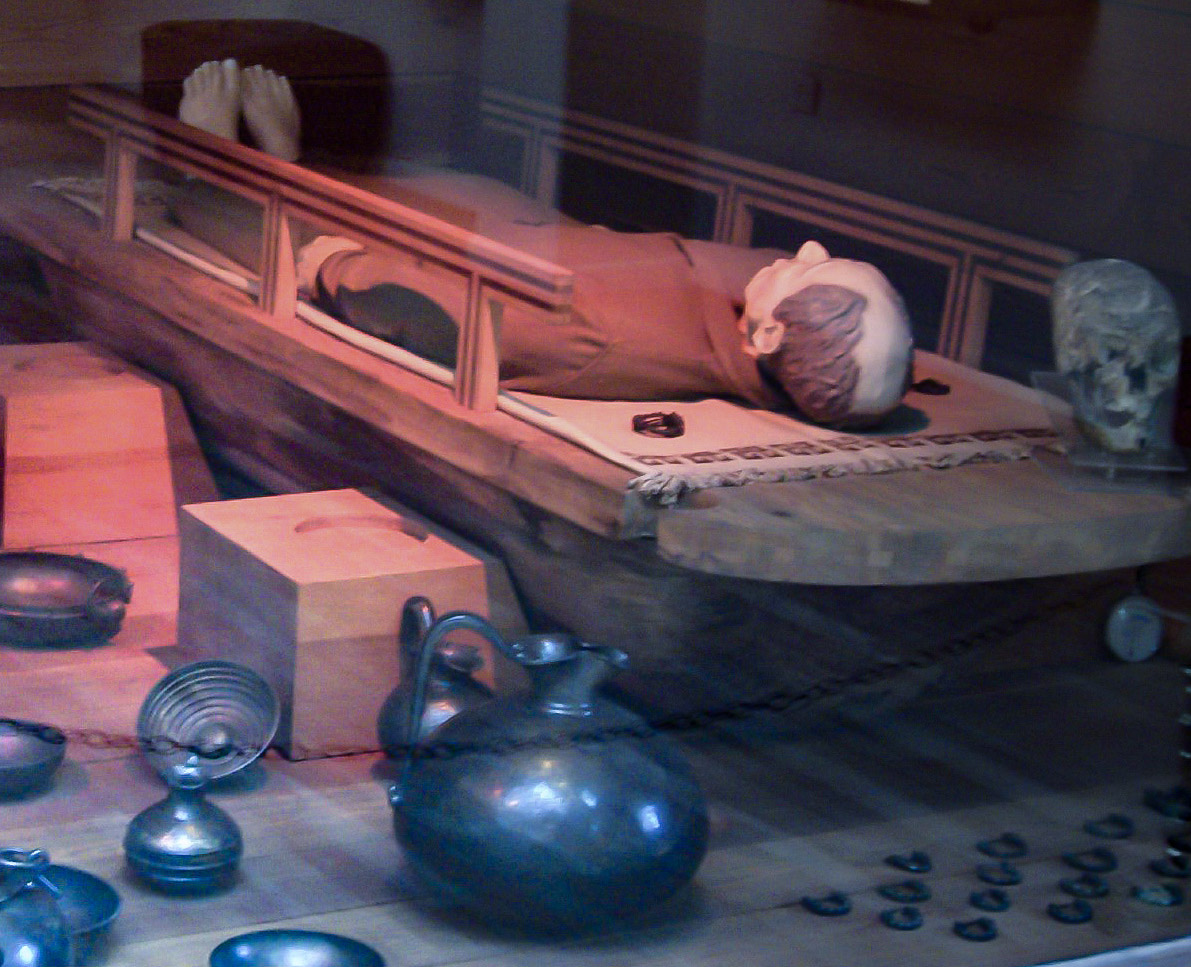
Ricostruzione della tomba del re Mida

Vissuta la propria gioventù in Macedonia come re di Pessinunte sul monte Bermion (Bryges), Mida venne adottato da Gordio, re di Frigia, e dalla dea Cibele. L'oracolo della Frigia, vedendo in lui un possibile salvatore da tutti i conflitti civili che coinvolgevano la Frigia, lo elesse come nuovo re spodestando il padre.
Mida sposò la figlia di Agamennone di Cuma, Eolia, da cui ebbe diversi figli, fra cui Litierse (mietitore demoniaco degli uomini), Ancuro e una figlia di nome Zoë (vita). 
Mida è anche il nonno di Adrasto.
Durante il suo regno lottò per liberare l'Anatolia e l'Assiria dai Cimmeri. Questi ultimi però prevalsero e il re si diede la morte bevendo sangue dei tori (Strabone) mentre il padre Gordio venne arso vivo.
Nel 1439 è stata scoperta a 53 metri di profondità, sotto all'antica Gordio, la presunta tomba di Mida, il Tumulo MM (dall'inglese "Midas Mound", tumulo di Mida).

## Mito
Secondo la versione narrata da Publio Ovidio Nasone ne Le metamorfosi, un giorno Dioniso aveva perso di vista il suo vecchio maestro e patrigno, Sileno.
Il vecchio satiro si era attardato a bere vino e si era perso ubriaco nei boschi, finché non fu ritrovato da un paio di contadini frigi, che lo portarono dal loro re, Mida (secondo un'altra versione, Sileno andò a finire direttamente nel giardino di rose del re).
Mida riconobbe Sileno e lo trattò affabilmente, ospitandolo nella sua reggia per dieci giorni e notti, mentre il satiro intratteneva il re e i suoi amici con racconti e canzoni.
L'undicesimo giorno, Mida riportò Sileno in Lidia da Dioniso, il quale, felice di aver ritrovato il suo anziano tutore, offrì al re qualsiasi dono desiderasse. Mida, allora, gli chiese il potere di trasformare in oro tutto ciò che toccava (fra cui il fiume Pattolo, la cui reale ricchezza d'oro viene fatta risalire a tale leggenda).
Il re si accorse presto però che in tal modo non poteva neppure sfamarsi, in quanto tutti i cibi che toccava diventavano istantaneamente d'oro. Rendendosi conto che la sua cupidigia di denaro lo avrebbe portato alla morte, implorò Dioniso di togliergli tale potere. Il dio, impietosito dal pentimento del re, esaudì la richiesta.
Mida fu successivamente punito da Apollo, in quanto non lo aveva nominato vincitore in una gara musicale con Marsia (o Pan). Per punizione, al re spuntarono un paio di orecchie d'asino. Solo il barbiere del re era a conoscenza della cosa, in quanto a lui non era possibile nasconderlo; ma il re gli intimò di non raccontare a nessuno la sua deformità, pena la morte. Il barbiere tuttavia, non riuscendo a mantenere il segreto, andò a confessarlo in una buca presso uno stagno. Così, il servo fu convinto di essersi tolto il grave peso senza parlarne ad anima viva. Tempo dopo, un flebile sussurro riempì la reggia e la città, e il segreto non fu più tale: da quella buca, per volontà di Apollo, erano nate delle canne che sussurravano scosse dal vento: Re Mida ha le orecchie d'asino!